# Dead Like Me
Dead Like Me é uma série de televisão americana de comédia dramática, criada por Bryan Fuller para a canal norte-americano Showtime. A série  foi exibida por duas temporadas, entre 2003 e 2004, com Ellen Muth reprisando seu papél como a protagonista Georgia "George" Lass no filme de 2009, Dead Like Me – A Morte lhe Cai Bem, e  em 2013 na aclamada série Hannibal, da NBC. A série recebeu duas indicações ao Primetime Emmy Awards.

## Enredo
Georgia Lass é uma jovem sem rumo. Abandonou a escola, não tem emprego, amigos ou ambições. Para ela, a vida é monótona e sua família, medíocre. Até que, em seu primeiro dia de trabalho, George, como é chamada, morre ao ser atingida por um assento sanitário, destroço da estação espacial MIR. O que seria o fim de tudo se transforma na grande surpresa: Georgia é agora membro da Pacific Northwest, um grupo de 'ceifadores'. Assim como ela, os integrantes desse bando - Mason, Roxy, Betty, e o líder Rube - morreram com assuntos não resolvidos e com lições que deveriam ser aprendidas e não foram. E, para que possam dar o próximo passo, terão que aprendê-las nesta outra 'vida'. Com uma mistura inteligente de drama e humor negro, Dead Like Me, mostra que a morte pode ser um verdadeiro despertar para a vida.

## Elenco
- Ellen Muth ... Georgia "George" Lass
- Mandy Patinkin ... Rube Sofer
- Callum Blue ... Mason
- Jasmine Guy ... Roxy Harvey
- Laura Harris ... Daisy Adair
- Rebecca Gayheart ... Betty Rohmer (1° temporada)
- Britt McKillip ... Reggie Lass
- Cynthia Stevenson ... Joy Lass
- Greg Kean ... Clancy Lass
- Christine Willes ... Delores Herbig
- Crystal Dahl ... Crystal Smith

## 1.ª temporada

### Enredo
Quando o assento de um vaso sanitário da estação espacial MIR traz um fim repentino à vida de George (Ellen Muth), ela descobre que a morte não é nada do que ela imaginava. Recrutada para recolher as almas de outras pessoas na hora em que morrem, ela repentinamente passa a trabalhar em um serviço que ela nunca soube que existia: Coleta de almas!

### Episódios
1. Piloto (Pilot)
2. A Morte Não Me Caiu Bem (Dead Girl Walking)
3. A Curiosidade Matou o Gato (Curious George)
4. Um Engano Fatal (Reapercussions)
5. Um Salto de Fé (Reaping Havoc)
6. O Meu Quarto (My Room)
7. O Beijo (Reaper Madness)
8. O Cozinheiro (A Cook)
9. Nem Tudo é Poesia (Sunday Mornings)
10. Negócio Inacabado (Business Unfinished)
11. Ladrão de Bicicleta (The Bicycle Thief)
12. Sono Eterno (Nighthawks)
13. Férias (Vacation)
14. Descanse em Paz (Rest in Peace)

## 2.ª temporada

### Enredo
Após mais de um ano sendo uma sinistra coletora de almas, George (Ellen Muth) percebe que ser adolescente na morte é tão complicado como quando viva. Continuam as paixões não correspondidas, as dúvidas atrozes e, de vez em quando, as atitudes ruins. Juntos dos seus excêntricos companheiros coletores de almas, Daisy (Laura Harris), Mason (Callum Blue), Roxy (Jasmine Guy) e Rube (Mandy Patinkin), George luta para coletar almas, enquanto lida com o seu próprio problemático desenvolvimento... em uma coletora de almas adulta!

### Episódios
1. Que Entre o Palhaço (Send in the Clown)
2. O Livro da Contabilidade (The Ledger)
3. História de Fantasma (Ghost Story)
4. O Fim Inexorável (The Shallow End)
5. Muita Correria (Hurry)
6. Decisões Difíceis (In Escrow)
7. Ritos de Passagem (Rites of Passage)
8. Quase Apaixonada (The Escape Artist)
9. Aquiete-se, meu Coração (Be Still My Heart)
10. Desafiando a Morte (Death Defying)
11. Do Pó ao Pó (Ashes to Ashes)
12. Não Se Esqueça de Mim (Forget Me Not)
13. A Última Chamada (Last Call)
14. Sempre (Always)
15. Assombrados (Haunted)

## Trilha sonora
1. Stewart Copeland - Dead Like Me Theme (KMN Remix)
2. Pink Martini - Que Sera Sera
3. In The Nursery - Mandra
4. Huevos Rancheros - Night Of The Iguana
5. Mono - Life in Mono
6. Metisse - Boom Boom Ba
7. Moa - Joy & Pain
8. Stewart Copeland - Reapercussions (KMN Remix)
9. Gary Jules - Mad World
10. Gavin DeGraw - Chariot
11. Moloko - Indigo
12. Squirrel Nut Zippers - Hell
13. Jet Set Satellite - Baby, Cool Your Jets
14. Mandy Patinkin - (I'll Be Loving You) Always
15. Metisse - Nomah's Land (DLM TV Rip)